# Hrvatski astronautički i raketni savez
Hrvatski astronautički i raketni savez (HARS) je hrvatska udruga, član Hrvatske zajednice tehničke kulture. Udruga su koja povezuje članove: organizacije, klubove, sekcije i pojedince aktiviste, čije je posebno područje zanimanja unutar tehničke kulture astronautika, raketna tehnika i raketno modelarstvo. Danas povezuje 13 udruga. Sjedište je u Zagrebu u Dalmatinskoj 12.
Osnovan je 1967. unutar Hrvatske zajednice tehničke kulture. HARS-ove tehničke aktivnosti Saveza odvijaju se na popularizacijskoj i praktičnoj razini. Sadržaji su primjereni svim dobnim skupinama. Godišnje HARS organizira dvije astronautičke manifestacije i obje se održavaju u različitim gradovima širom Hrvatske: Mjesec astronautike i Svemirske večeri. Na manifestacijama su prigodne izložbe na temama u svezi s istraživanjem svemira, tehnologijom i razvojem svemirskih letjelica te ostalih zbivanja. Prate se najnoviji trendovi u području astronautike. Jednom godišnje održava se međunarodna Smotra raketne tehnike. Na njima se predstavlja dostignuća u amaterskoj raketnoj tehnici. Primjerenija je odraslom pučanstvu zbog složenosti tehničkih elemenata raketa.
Mladeži je najviše usmjereno raketno modelarstvo (nacionalne kategorije), izrada modela za prikaz i maketa. Ovo je najšira djelatnost u HARS-u i djeci i mladeži to je uvod u stjecanje tehničkih znanja (aerodinamike, tehnologije, balistike, pogona i sl.) mladih tehničara. Članovi koji odrastanjem ostanu uz ovo u budućnosti imat će znanja za se posvetiti amaterskoj raketnoj tehnici. Za ovu se aktivnost godišnje se održava više natjecanja u raketnom modelarstvu za djecu i mlade diljem Hrvatske.
Osnovicu novoga stručnog osoblja u području raketne tehnike i raketnog modelarstva HARS proširuje posebnim tečajevima. Jednom na godinu organizira posebne tečajeve za nastavnike tehničkog odgoja, instruktore, voditelje i sudce.
HARS je punopravni član Međunarodne astronautičke federacije IAF.